# Ellen Wordsworth Darwin
Ellen Wordsworth Darwin (née Crofts ; 13 janvier 1856 - 28 août 1903) est une universitaire, membre et lectrice en littérature anglaise au Newnham College de Cambridge (1879-1883), membre de la société privée et universitaire Ladies Dining Society de Cambridge et la seconde épouse du botaniste Francis Darwin, fils de Charles Darwin. Leur fille est la poétesse Frances Cornford (en).

## Famille et jeunesse
Né Ellen Wordsworth Crofts à Leeds, la fille d'Ellen Wordsworth la fille d'un industriel de Leeds, et de John Crofts, un magistrat et fabricant de laine . Elle est une cousine du philosophe utilitaire et économiste Henry Sidgwick. Son frère aîné est Ernest Crofts, un peintre de scènes historiques et militaires.

## Carrière
Ellen est étudiante au Newnham College de Cambridge entre 1874 et 1877, y retournant pour enseigner la littérature anglaise à partir de 1878. Elle est alors une amie proche de la linguiste Jane Ellen Harrison. Après son mariage en 1883 avec le fils de Charles Darwin, le botaniste Francis Darwin, Ellen doit abandonner son poste universitaire ,,.
Francis a déjà un fils de son premier mariage, Bernard Darwin qui est élevé par ses grands-parents Emma et Charles Darwin (et par Emma seule après la mort de Charles en 1882) . Bernard vient vivre avec les nouveaux mariés. Dans son autobiographie, il écrit que sa belle-mère « était toujours aussi gentille qu'elle pouvait l'être en lisant avec moi et en jouant avec moi, mais il y avait toujours un certain sentiment de réserve : peut-être qu'elle faisait trop d'efforts pour être une bonne belle-mère et ne jamais dépasser ces limites. " Ellen fait une fausse couche en 1884, donnant naissance à sa fille survivante Frances en 1886 .
Au cours de l'été 1888, Ellen écrit à sa belle-sœur Ida Darwin pour lui dire que son amie Amy Levy a l'intention de lui rendre visite, confiant : « Elle écrit un roman, dans lequel l'héroïne est en partie moi. Je ne l'ai pas encore lu, mais je ne m'attends pas à grand-chose : ses histoires et ses romans sont plutôt attristants." Le deuxième roman de Levy, Reuben Sachs : A Sketch, est publié peu de temps après et suscite une certaine controverse avec sa description satirique d'une communauté anglo-juive aisée et sa description du marché matrimonial victorien .
Ellen est membre de la Ladies Dining Society - un club privé de diner et de discussion pour femmes basé à l'Université de Cambridge qui est fondé en 1890 par l'auteur Louise Creighton et la militante des femmes Kathleen Lyttelton. Ses membres, dont la plupart sont mariés à des universitaires de Cambridge, croient en l'éducation des femmes et sont actifs dans la campagne pour accorder aux femmes des diplômes de Cambridge. La plupart sont de fervents partisans du suffrage féminin. Ellen est fortement agnostique et prend ses discussions au sérieux, un ami observant "C'était à la fois distrayant et délicieusement amusant de l'entendre dire, comme elle le faisait souvent, 'Je sais que j'ai raison'" .
Elle est décédée en 1903 à l'âge de 47 ans et est enterrée dans le cimetière de l'église St Andrew à Girton, Cambridgeshire .